# بالي (الهند)
بالي  هي مدينة، في الهند، تتبع منطقة بالي، بلغ عدد سكانها 229,956  نسمة في 2011، رمزها البريدي هو 306401.